# Georg Engelhard Schröder

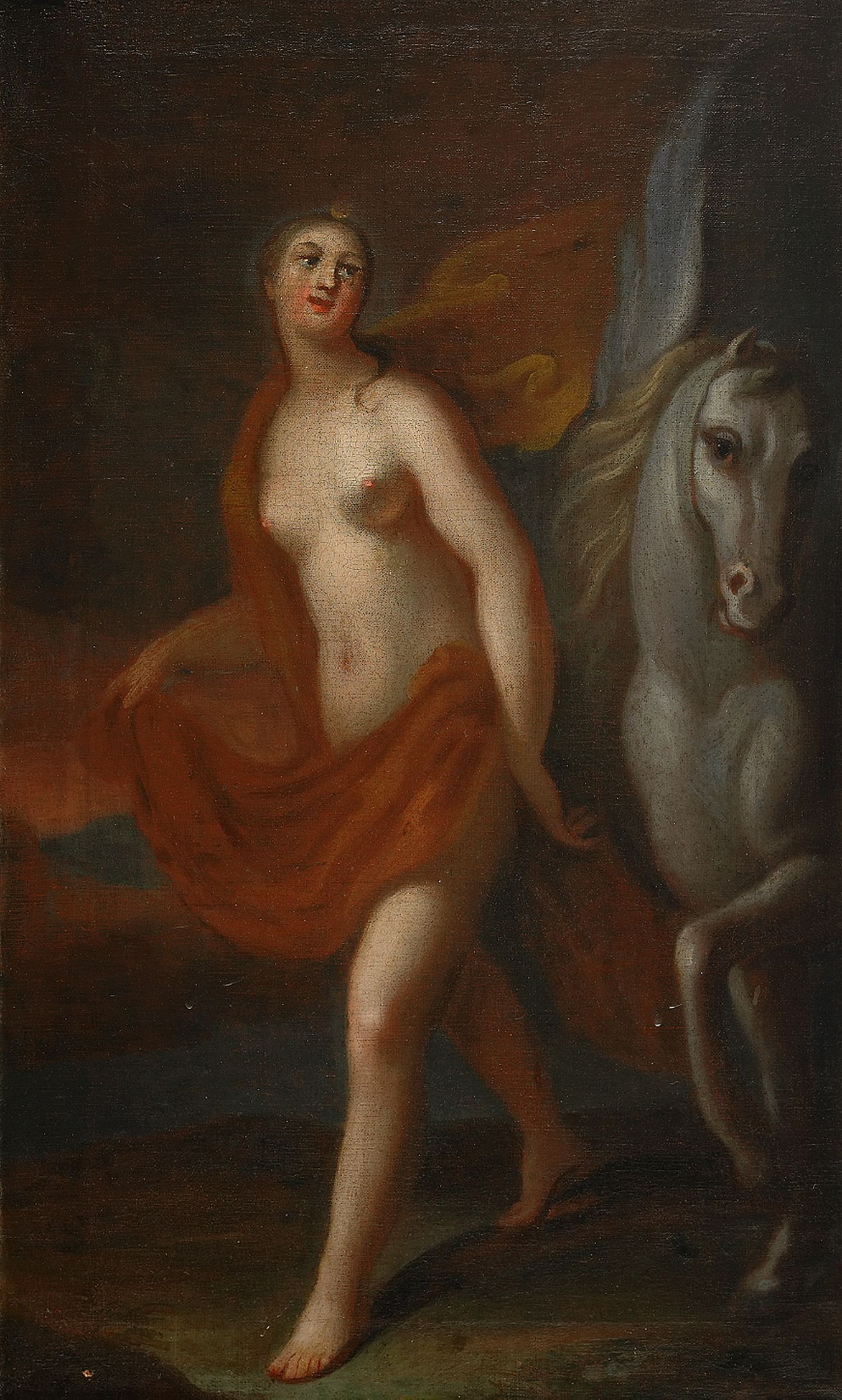
Oljemålningen Athena och Pegasus av Georg Engelhard Schröder.

Georg Engelhard Schröder, född 30 maj 1684 i Stockholm, död där 17 maj 1750, var en svensk tecknare, porträtt- och historiemålare samt hovintendent.

## Biografi
Georg Engelhard Schröder var son till guldsmeden Veit Engelhard Schröder (död 1710) och Lucia Lindemeyer. Fadern hade omkring år 1670 flyttat från Nürnberg till Stockholm, där Georg Engelhard föddes 1684. Han gifte sig 1727 med Herman Dietrich Spörlings syster Anna Birgitta. 
Schröder blev elev till David von Krafft omkring 1700 och omnämns som dennes gesäll 1705. Därefter vistades han i Göteborg som porträtt- och dekorationsmålare 1706-1708. Från 1709 vistades han under 16 år utomlands. Han var först en tid i Braunschweig i Tyskland, innan färden gick vidare till Italien. Han bodde fem år i Venedig, där han kopierade gamla mästare som Tizian och Veronese, sysslade med vedutamåleri och hade kontakt med målarinnan Rosalba Carriera och med Giovanni Antonio Pellegrini och Johan Richter. I Rom och Florens tog han intryck av bland andra barockmålarna Carlo Dolci, Carlo Maratta och Francesco Trevisani (1656-1746) och tillägnade sig det raska men ytliga framställningssätt som tillhörde den tidens italienska konst. I Paris inspirerades han av målaren Noël Nicolas Coypel. Efter en period i München slog han sig ned i London under sju år och tog där intryck av Godfrey Knellers, Hans Hysings och Michael Dahls porträttkonst.
När David von Krafft avled 1724, kallades Schröder hem till Sverige och efterträdde i december sin läromästare som avlönad kunglig hovkonterfejare. Kung Fredrik I satte stort värde på sin konstnär och lät honom måla otaliga porträtt av sig och sin drottning Ulrika Eleonora. År 1745 utnämndes han till hovintendent. Som hovmålare hade han till uppgift att utföra representationsporträtt av rikets ledande personer, och skattades högt av sin beskyddare Fredrik I. 
Georg Engelhard Schröder anlitades mycket och samlade ihop en betydande förmögenhet, bland annat målade han altartavlor för Helgarö kyrka i gamla Helgarö socken på Fogdön i Södermanland, Växjö domkyrka, Nyköpings Nicolaikyrka, Drottningholms slottskyrka, Hedvig Eleonora kyrka i Stockholm, Norrtälje kyrka, Askers kyrka, Överenhörna kyrka i Södermanland och Vallby kyrka i Uppland.  
På 1740-talet nåddes Sverige av den nya franska smaken, i främsta rummet via konstnären Gustaf Lundberg, varvid Schröder kom att skjutas åt sidan. Han representerade i det svenska 1700-talsmåleri den sista perioden av italienskt inflytande. 
| ”                 | Bevarade historiemålningar såsom Apelles och Campasbe eller religiösa ämnen som Susanna med gubbarna visar dock att Schröder aldrig kunde leva upp till sina italienska eller franska förebilder på grund av en alltför klen figurteckning och naiv dramaturgi. De stora mästarnas högstämda allegorier och historiemålningar som S efterbildade förvandlades på detta sätt till behagfulla och banala kompositioner. Bäst är kanske Schröder i ett antal porträtt av samtida storheter... | „ |
| – Magnus Olausson | |   |

Bland hans elever märks Carl Fredrich Brander, Alexander Roslin, Johan von Rosenheim, David von Cöln och Johan David Schwartz varav den siste stod honom närmast. Schröder är representerad vid Nordiska museet, Vänersborgs museum, Nationalmuseum, Gripsholm, Göteborgs konstmuseum, Göteborgs stadsmuseum, Smålands museum, Miliseum, Skansen, Länsmuseet Gävleborg, Livrustkammaren, Skoklosters slott, Kulturen, Norrköpings konstmuseum, Östergötlands museum, Gävle museum, Kammarkollegium, Uppsala universitet, Stockholms universitet, Lunds universitet,  Riddarhuset, National Portrait Gallery i London, Charlottenborg i Danmark, Tervik-Tjusterbyangalleriet i Finland och Finlands Nationalmuseum i Helsingfors.

## Verk i urval
- Växjö domkyrka, Småland: altartavlan Den första nattvarden, 1733
- Helgarö kyrka, Södermanland: altatavlan Nattvarden, 1735
- Hedvig Eleonora kyrka, Stockholm: altartavlan Jesu korsfästelse, 1738
- Drottningholms slottskyrka, Uppland: Altartavlan Den första nattvarden
- Tyska kyrkan, Stockholm: altartavlan Den första nattvarden
- Norrtälje kyrka, Uppland: altartavlan Den första nattvarden
- Mariefreds kyrka, Södermanland: flera målningar
- Överenhörna kyrka, Södermanland: altartavla från 1736
- Uppsala universitet, Uppland: Johannes döparens predikan
- Göteborgs stadsmuseum [19]: Apelles målande Venus
- Nationalmuseum[9], Stockholm: De fyra elementen
- Drottningholms slott, Uppland: De tre gracerna
- Stockholms högskola: En liten allegori över Svea rikes ständer
- Konstakademien, Stockholm: självporträtt från 1729
- Sveriges riksdag: Juno[20]